# 赵家条站
赵家条站位于中华人民共和国湖北省武汉市江岸区，是武汉地铁3号线与8号线的地铁换乘站。

## 车站结构
车站位于建设大道与黄埔大街交叉路口西南侧，共设6个出入口。3号线车站沿建设大道东西向布置；8号线车站位于建设大道与黄浦路交叉路口以南的解放军干休所地块内。两线形成斜“T”型节点换乘，两线之间的换乘无需经过站厅。

### 楼层分布
| 地面      |                                   | 地鐵出入口                                     |  |
| 地下 一層 | 站廳層                            | 售票機、客服中心、車站商店、武漢通充值、洗手間 |  |
| 地下 二層 |                                   | █ 3号线列車往沌陽大道（惠濟二路站）            |  |
| 地下 二層 | 島式月台，左邊車門將會開啟        |                                                |  |
| 地下 二層 | █ 3号线列車往宏圖大道（羅家莊站） |                                                |  |
| 地下 三層 |                                   | █ 8号线列车往金潭路（竹葉山站）                |  |
| 地下 三層 | 島式月台，左邊車門將會開啟        |                                                |  |
| 地下 三層 | █ 8号线列車往军运村（黃浦路站）   |                                                |  |

### 車站出口
|                                                 |      |                                                                   |
|                                                 |      |                                                                   |
| 出口編號                                        | 設施 | 建議前往的目的地                                                  |
| A                                               |      | 建設大道 黃浦大街、趙家條路、趙家條小區、加州幼兒園               |
| B                                               |      | 建設大道 黃浦大街、金融街壹號、城開．天梨閣                       |
| C                                               |      | 建設大道 江大路、武漢市育才中學、晉合世家、統建．大江園           |
| D                                               |      | 建設大道 江大路、趙家條路、勞動街趙家條社區                       |
| G                                               |      | 趙家條路 江大路、長江流域水環境監測中心、趙家條小區、永清小路社區 |
| 注： 設有升降機 \| 設有輪椅升降台 \| 設有洗手間 |      |                                                                   |

## 邻近地区
统建大江园

### 内部链接
- 武汉地铁车站列表